# Formaldehyde
Formaldehyde – drugi singiel brytyjskiej grupy postpunkrevivalowej Editors, pochodzący z albumu The Weight of Your Love. Wydany 2 września 2013 roku w formacie digital download oraz jako 7" płyta winylowa.

Wokalista Tom Smith opisał utwór słowami: 

Wypreparowane serce w słoiku w polewie cukrowej, piosenka miłosna nasączona krwią.

## Teledysk
Oficjalny teledysk ukazał się 8 sierpnia 2013 na portalu YouTube. Reżyserem jest Ben Wheatley, brytyjski reżyser filmowy, który po raz pierwszy zajmował się produkcją wideoklipu. Klip jest utrzymany w stylu spaghetti western. Zagrali w nim Simon Smith i Tilly Gaunt.

## Lista utworów
| Nr | Tytuł utworu               | Długość |
| -- | -------------------------- | ------- |
| 1. | „Formaldehyde”             | 3:50    |
| 2. | „A Ton of Love” (Acoustic) | 3:11    |

## Listy przebojów
| Państwo | Lista                               | Najwyższa pozycja     |
| ------- | ----------------------------------- | --------------------- |
| Belgia  | Ultratop 50 Flanders                | 16 (24 sierpnia 2013) |
| Polska  | NRD – Najlepsza Rockowa Dwudziestka | 1 (17 września 2013)  |

## Oceny
| Recenzent          | Ocena |
| ------------------ | ----- |
| Renowned for Sound | [ 8 ] |